# Hornoldendorf
Hornoldendorf ist ein Ortsteil von Detmold im Kreis Lippe, Nordrhein-Westfalen und liegt etwa drei Kilometer südlich vom Stadtzentrum entfernt. Die benachbarten Detmolder Ortsteile sind im Uhrzeigersinn Berlebeck, Heiligenkirchen, Detmold-Süd, Spork-Eichholz, Remmighausen und Schönemark. Hornoldendorf wird von der unteren Wiembecke durchflossen und zählt zu den ältesten Ortschaften in Lippe. Am westlichen Ortsrand liegt der etwa 1 ha große Gutspark mit den Gutsgebäuden. Die Anlage ist Privateigentum und nicht öffentlich zugänglich.

## Geschichte
In der Nähe des Dorfes entdeckte man in einem Grab aus der Bronzezeit eine Gewandnadel als Grabbeilage. Vermutlich gab es an dieser Stelle eine christliche Kapelle, die aber um 1408 zerstört wurde. Hornoldendorf wird erstmals im 11. Jahrhundert n. Chr. als Vorwerk der Paderborner Domkirche namentlich als Aldanthorpe erwähnt. Bischof Meinwerk von Paderborn übertrug den Zehnten des Hofes dem Paderborner Stift Busdorf. Der niedere Adel, zunächst auf landesherrlichen Burgen oder in Städten ansässig, zog zu Beginn des 16. Jahrhunderts in befestigte Landsitze aufs Land. Die Domäne Hornoldendorf entstand um 1610, als Graf Simon VI. insgesamt neun Höfe zusammenlegte. In der Folgezeit häufte jedoch der lippische Landesherr Schulden von etwa 700.000 Talern an, sodass er die Domäne seinem Hofmeister Hans Adam von Hammerstein abgeben musste, der ihm 12.000 Taler geliehen hatte. Im 17. Jahrhundert wurde dem Landgut, nun im Besitz des Familiengeschlechts von Hammerstein, die adlige Freiheit zugestanden.
Um 1709 gab es gegen die Besitzer des Landgutes eine Anzeige, die sie der illegalen Geschäfte mit Branntwein bezichtigte. Ungeachtet des Verbots liefen die Geschäfte weiter und es kam 1788 zu einer erneuten Anklage wegen des Verkaufs von Branntwein im kleinen, nämlich Maas-, Orts- und Glasweise. Die Inhaber des Guts stellten daraufhin den Verkauf einfach auf Zwei- bis Vierliter-Gefäße um. Schließlich wurden ihnen 1793 offiziell das Recht erteilt, Branntwein zu brennen, da es keinen Dorfkrug in Hornoldendorf gab. Im Jahr 1804 verkaufte die Familie Hammerstein das Gut an den Amtmann Brakmann. Danach folgten mit Cäsar (1830), Troost (1858), Ebel (1872), Wallbrecht (1873) und Oetker (seit 1939) noch eine Reihe von neuen Besitzern.
Am 1. Januar 1970 wurde Hornoldendorf in die Kreisstadt Detmold eingegliedert.
In Hornoldendorf wohnen auf einer Fläche von 3,9 km² insgesamt 174 Bürger (August 2006). Ortsbürgermeister ist derzeit Thomas Engstfeld (SPD), der auch der Vertreter im Stadtrat ist.

## Gutshof und Gutspark

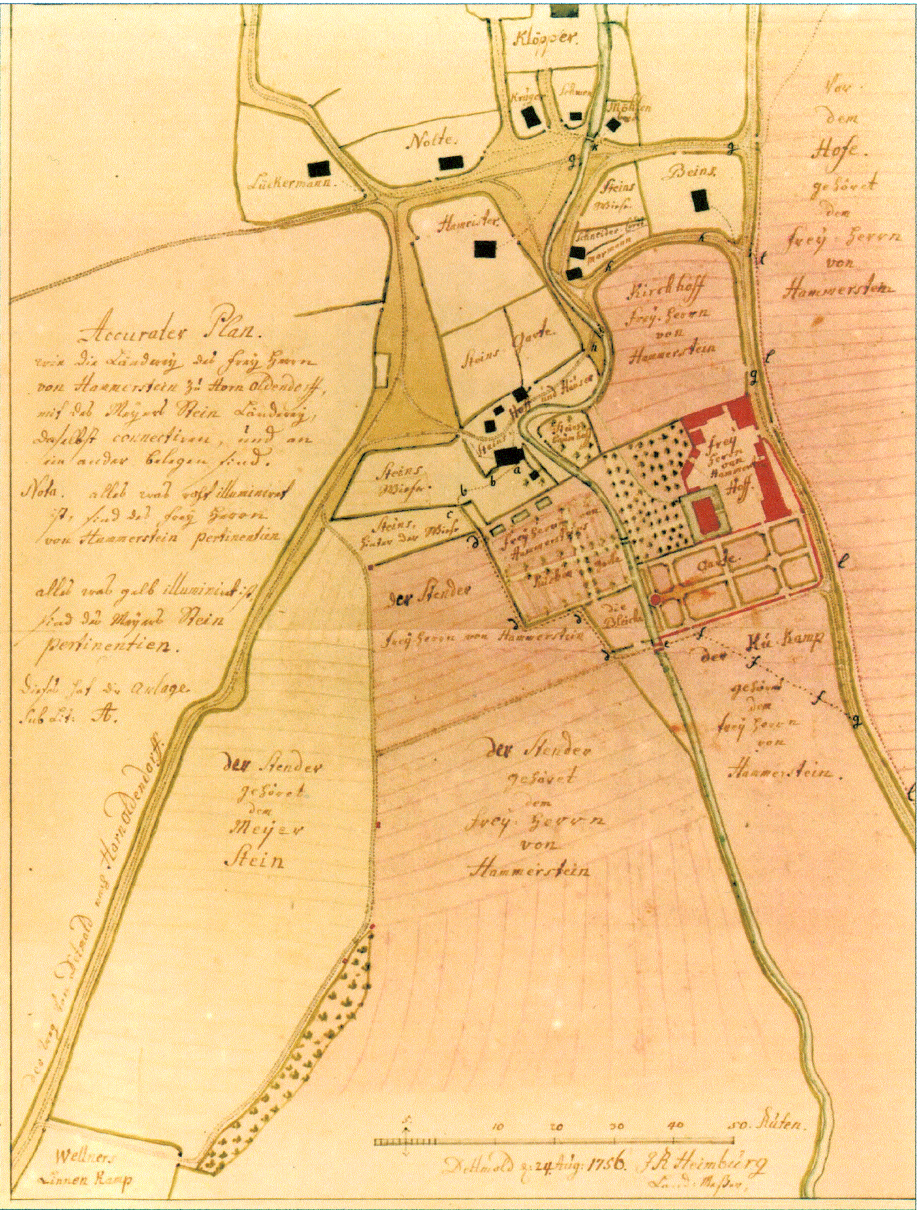
Plan von Hornoldendorf aus dem Jahr 1756

Auf den Fundamenten einer mittelalterlichen Wasserburg wurde im späten 18. oder frühen 19. Jahrhundert ein zweigeschossiges klassizistisches Herrenhaus errichtet. Die heutige Fassade besteht im Untergeschoss aus einer Rustikaquaderung, während sie im Obergeschoss durch Pilaster geschmückt wird. Vorder- und Rückseite des Daches enthalten einen zentralen Dreiecksgiebel. Eine repräsentative Freitreppe führt durch den angebauten Wintergarten in den Garten. Östlich des Herrenhauses befindet sich der ausgedehnte Wirtschaftshof. 

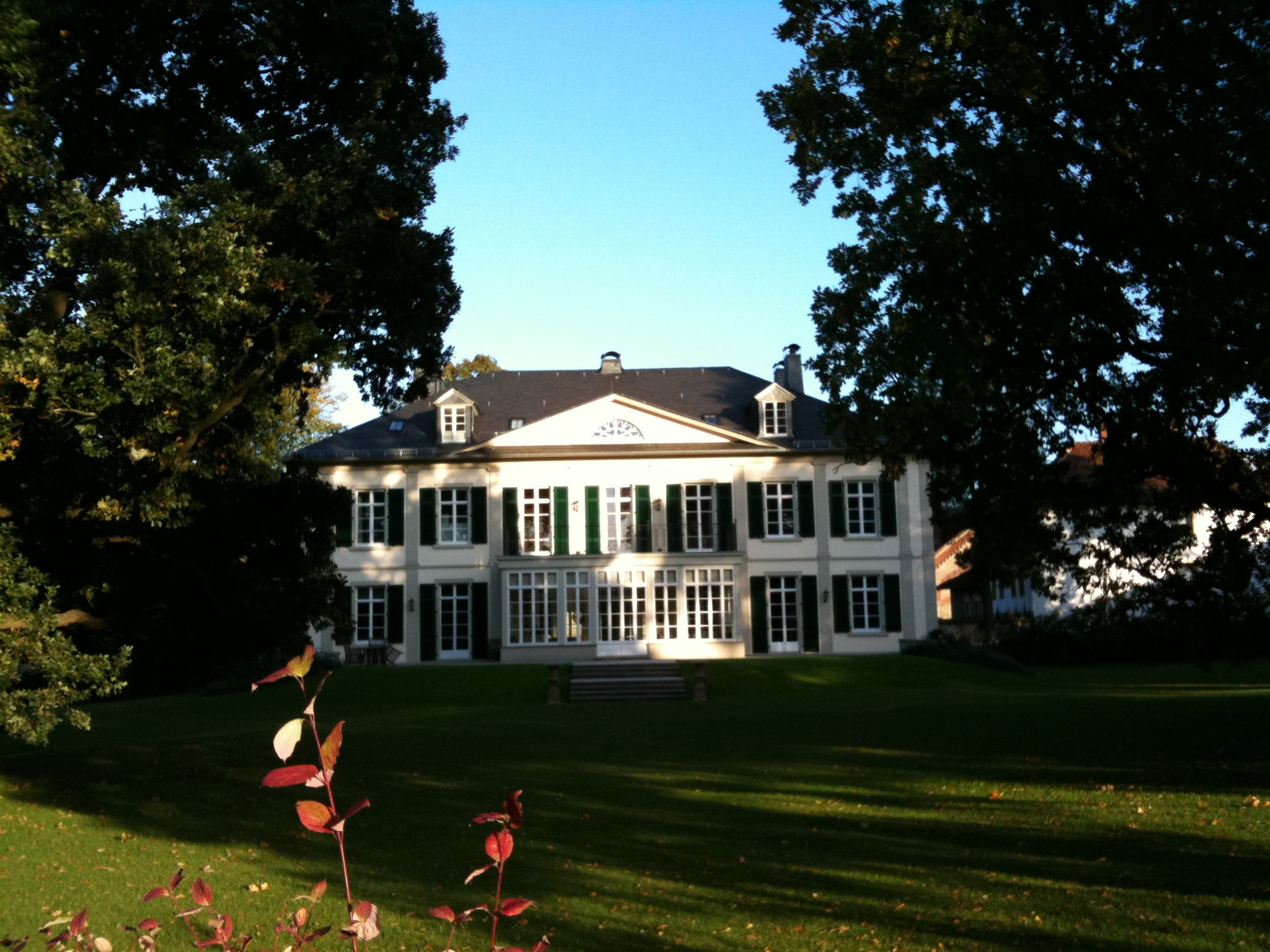
Blick auf das Gutshaus von der Parkseite

Die barocke Anlage des Gutsparks ist auf einem Lageplan des Landguts des Herrn von Hammerstein von 1756 detailliert dargestellt. Im Zentrum lag die von einer rechteckigen Gräfte umgebene und im Süden über eine Zugbrücke zugängliche Burg. Westlich der Burg befand sich ein barocker Lustgarten, größtenteils von einer Mauer umgeben, die durch mehrere Zugänge unterbrochen war. Der Garten hatte neben einem Mittelweg mehrere Seitenwege, die ihn in acht Parterres unterteilten. An seinem nördlichen Ende oberhalb der Wiembecke befand sich ein runder Pavillon. Nach dem Abriss der Burg verfüllte man die Gräfte und errichtete südwestlich des bisherigen Standorts ein Herrenhaus nebst einem kleinen, landwirtschaftlichen Garten. Der heutige Garten enthält eine Rasenfläche mit Rhododendron-Gruppen und einigen Solitärbäumen, darunter eine 1000-jährige Eiche mit 9,85 Meter Umfang.